# Sam Elliott
Samuel Pack Elliot (Sacramento, 9 de agosto de 1944), mais conhecido como Sam Elliott, é um ator norte-americano. Com uma carreira de mais de cinco décadas no cinema e na televisão, ele é reconhecido por sua voz profunda e sonora. Elliott recebeu vários prêmios, incluindo o Screen Actors Guild Award e o National Board of Review Award, além de indicações ao Óscar, dois Primetime Emmy Awards e dois Golden Globe Awards.
Nas décadas seguintes, Elliott se estabeleceu como ator, com papéis coadjuvantes em vários filmes, como o drama We Were Soldiers (2002) e os filmes de super-heróis Hulk (2003) e Ghost Rider (2007). Na década de 2010, ele teve papéis especiais na série neo-western FX Justified (2015) e na série de comédia da Netflix Grace and Frankie (2016) e posteriormente estrelou a sitcom da Netflix The Ranch (2016–2020). Ele passou a ser a atração principal do filme de comédia dramática The Hero (2017) e contracenou com Lady Gaga e Bradley Cooper na adaptação de Cooper do filme de 2018 A Star Is Born, pela qual recebeu elogios da crítica e uma indicação ao Óscar de Melhor Ator Coadjuvante. Seu papel na minissérie de faroeste da Paramount+ 1883 (2021–2022) lhe rendeu mais elogios e um prêmio Screen Actors Guild.

## Início da vida
Samuel Pack Elliott nasceu em 9 de agosto de 1944, no Sutter Memorial Hospital em Sacramento, Califórnia, filho de Glynn Mamie (nascida Sparks), campeã de mergulho do estado do Texas no ensino médio e mais tarde especialista em treinamento físico, instrutor e professor do ensino médio, e Henry Nelson Elliott, que trabalhou como especialista em controle de predadores para o Departamento do Interior. Seus pais eram originalmente de El Paso, Texas, e Elliott tem um ancestral que serviu como cirurgião na Batalha de San Jacinto. Ele se mudou da Califórnia para Portland, Oregon, com sua família quando tinha 13 anos.
Elliott passou sua adolescência morando no nordeste de Portland, e se formou na David Douglas High School em 1962. Depois de terminar o ensino médio, Elliott frequentou a faculdade na Universidade de Oregon com especialização em inglês e psicologia por dois períodos antes de abandonar o curso. Ele voltou para Portland e frequentou o Clark College nas proximidades de Vancouver, Washington, onde completou um programa de dois anos e foi escalado como Big Jule em uma produção teatral de Guys and Dolls. O jornal The Columbian de Vancouver sugeriu que Elliott deveria ser um ator profissional. Após sua graduação na Clark em 1965, Elliott matriculou-se novamente na Universidade de Oregon e se comprometeu com a fraternidade Sigma Alpha Epsilon. Ele desistiu novamente depois que seu pai morreu de ataque cardíaco.
No final da década de 1960, Elliott mudou-se para Los Angeles para seguir a carreira de ator, o que seu pai o dissuadiu de fazer, em vez disso, incentivou-o a obter um diploma universitário. "Ele me deu aquela frase proverbial: 'Você tem uma chance de bola de neve no inferno de ter uma carreira em (Hollywood)'", lembrou Elliott. "Ele era um realista, meu pai. Ele era um trabalhador esforçado. Ele tinha uma ética de trabalho que eu criei depois, e agradeço a ele por isso todos os dias". Elliott trabalhou na construção enquanto estudava atuação e serviu na 146ª Ala de Transporte Aéreo da Guarda Aérea Nacional da Califórnia (a Guarda de Hollywood) no Aeroporto Van Nuys antes de a unidade se mudar para a Estação da Guarda Aérea Nacional das Ilhas do Canal.

## Carreira

### Trabalho inicial
Elliott começou sua carreira como ator; sua aparência, voz e porte eram adequados para faroestes. Em 1969, ele ganhou seu primeiro crédito na televisão como Dan Kenyon em Judd for the Defense no episódio "The Crystal Maze".[carece de fontes?]
Nesse mesmo ano apareceu no programa Lancer no episódio "Death Bait", interpretando Renslo. Ele apareceu em dois episódios adicionais da série entre 1970 e 1971. Um de seus primeiros papéis no cinema foi como um jogador de cartas que observa Sundance Kid (Robert Redford) demonstrar sua habilidade de tiro na cena de abertura de Butch Cassidy and the Sundance Kid (1969). Na temporada de televisão de 1970-1971, Elliott estrelou como Doug Robert em vários episódios da série de sucesso Mission: Impossible. Começando em 1972, Elliott apareceu como o cowboy Walker em uma série de comerciais da cerveja Falstaff. Em 1975, Elliott foi escalado para o papel principal de Charles Wood no filme para televisão I Will Fight No More Forever, uma dramatização da resistência do chefe Joseph à remoção forçada de sua tribo indígena Nez Perce pelo governo dos Estados Unidos para uma reserva em Idaho.
De 1976 a 1977, ele interpretou o personagem principal Sam Damon na minissérie Once an Eagle, uma adaptação do romance homônimo de Anton Myrer, ao lado de Amy Irving, Kim Hunter, Clu Gulager e Melanie Griffith. Ele também teve um papel principal como Rick Carlson no sucesso de verão Lifeguard (1976), que marcou sua descoberta no cinema. Ele interpretou um salva-vidas no sul da Califórnia que reavalia suas escolhas de vida após ser convidado para uma reunião. A Variety considerou o filme "insatisfatório", acrescentando: "Elliott, que tem algum valor robusto, projeta um personagem que é principalmente um reator passivo, em vez de uma pessoa no comando seguro de seu destino".

### Reconhecimento como ator de personagem
Elliott interpretou Tom Keating na minissérie Aspen em 1977. Mais tarde, ele interpretou um assassino abusivo de esposas na minissérie Murder in Texas (1981), ao lado de Farrah Fawcett e sua futura esposa Katharine Ross, e estrelou com Cheryl Ladd em A Death in California (1985). Em 1979, ele coestrelou com Tom Selleck na popular adaptação da minissérie de The Sacketts, de Louis L'Amour. Elliott e Selleck formaram uma equipe novamente em 1982 em The Shadow Riders, outra adaptação de Louis L'Amour.
Elliott teve um papel coadjuvante em Mask (1985), ao lado de Cher. Ele interpretou uma figura paterna obstinada e rude, mas, em última análise, simpática no filme de Natal Prancer (1989). Ele fez participações especiais em programas como Felony Squad, Gunsmoke, Lancer e Hawaii Five-O, e apareceu em muitos filmes de TV, incluindo Buffalo Girls (1995), no qual interpretou Wild Bill Hickok.[carece de fontes?]
Em 1986, ele estrelou o filme para TV Gone to Texas, baseado na biografia de Sam Houston. O papel permitiu-lhe interpretar Houston tanto como lutador quanto como homem que se tornou um líder político habilidoso; o filme retratou sua desgraça como governador do Tennessee, seu retorno aos amigos da nação Cherokee e seu papel fundamental na libertação do Texas do México em 1836. Elliott apareceu com Patrick Swayze em Road House (1989) como Wade Garrett, um segurança, mentor e amigo do personagem de Swayze. Em 1991, Elliott e sua esposa Katharine Ross estrelaram a adaptação do romance Conagher de Louis L'Amour (1991).
Ele interpretou o Brigadeiro General John Buford no drama histórico Gettysburg de 1993, e no mesmo ano interpretou Virgil Earp em Western Tombstone (1993). Elliott interpretou The Stranger, personagem que narra a história de The Big Lebowski (1998). Ele coestrelou We Were Soldiers (2002), uma adaptação de We Were Soldiers Once… And Young, no qual interpretou o Sargento Major Basil L. Plumley. Ele interpretou o General Thaddeus Ross no filme de ação de 2003, Hulk.[carece de fontes?]
Em 2005, ele apareceu em Thank You for Smoking como um ex-cowboy publicitário do Marlboro Man que desenvolveu câncer de pulmão. Em 2006, ele dublou o personagem Ben the Cow no filme de animação Barnyard.[carece de fontes?]
Em 2007, Elliott juntou-se à adaptação de quadrinhos Ghost Rider. Ele interpretou o personagem Carter Slade. No mesmo ano, Elliott apareceu em The Golden Compass como o personagem Lee Scoresby. O filme é baseado na Northern Lights da trilogia His Dark Materials, de Philip Pullman. Também aparecem no filme Nicole Kidman, Christopher Lee e Daniel Craig.[carece de fontes?]
Em 2009, Elliott teve um pequeno papel em Up In The Air, no qual interpretou o piloto-chefe da American Airlines. Ele apareceu três vezes em Parks and Recreation como Ron Dunn, o equivalente em Eagleton de Ron Swanson; Dunn é um hippie, comparado à forte personalidade sobrevivente e libertária de Swanson. Ele então fez a voz de Buster (também conhecido como Chupadogra) no filme de animação Marmaduke (2010). Ele teve um papel coadjuvante no filme de suspense The Company You Keep e interpretou um treinador de futebol universitário no filme dramático Draft Day de 2014.[carece de fontes?]
Em 2015, Elliott apareceu ao lado de Lily Tomlin como um ex-interesse amoroso de uma avó (Tomlin) que tentava ajudar sua neta grávida na comédia de Paul Weitz, Grandma. No mesmo ano ele apareceu no romance I'll See You in My Dreams, e teve um papel no filme independente Digging for Fire. Em 2015, ele ganhou o Critics' Choice Television Award de melhor ator convidado em um drama por seu papel no programa Justified, da FX Networks.
Em 2015, Elliott começou a aparecer como personagem regular na série The Ranch da Netflix, ao lado de Ashton Kutcher e Danny Masterson. Ele também teve um papel recorrente como Phil Millstein na segunda temporada de Grace and Frankie. No cinema, ele fez a voz de Butch no filme de animação The Good Dinosaur (2015).
Em 2017, Elliott estrelou The Hero, como Lee Hayden, um velho ícone ocidental com uma voz de ouro, cujas melhores performances estão décadas atrás dele. Seu trabalho no filme recebeu muitos elogios da crítica com Joey Magidson, escrevendo para AwardsCircuit, proclamando que "Elliott é perfeito aqui. The Hero resume tudo o que você ama nele em um único pacote". Mais tarde naquele ano, Elliott estrelou The Man Who Killed Hitler and Then the Bigfoot.
No ano seguinte, Elliott coestrelou em A Star Is Born (2018), no qual interpreta Bobby Maine, o meio-irmão mais velho do personagem principal de Bradley Cooper. Elliott foi aclamado pela crítica por seu desempenho, ganhando o prêmio National Board of Review de Melhor Ator Coadjuvante. Ele também foi indicado ao prêmio Screen Actors Guild de Melhor Desempenho de um Ator Coadjuvante, bem como ao Oscar de Melhor Ator Coadjuvante, sua primeira indicação na carreira. Comentando sobre sua indicação ao Oscar, Elliott declarou: "Acho que a coisa que passou pela minha cabeça pode ser: 'Já estava na hora!'".
Em 2022, Elliot estrelou como Shea Brennan na minissérie Paramount+ 1883, uma prequela da série Yellowstone. A história do programa envolve Brennan enquanto ele lidera um grupo de imigrantes de Fort Worth, Texas, para as áreas indomadas do oeste das planícies, e sua conexão com a família Dutton e sua migração para Montana. A primeira temporada do programa foi ao ar do final de 2021 até fevereiro de 2022. Por sua atuação, ele ganhou o prêmio Screen Actors Guild de Melhor Desempenho de um Ator Masculino em Minissérie ou Filme para Televisão.[carece de fontes?]

## Vida pessoal
Elliott se casou com a atriz Katharine Ross em 1984, tornando-se seu quinto marido. Eles têm uma filha, Cleo, que é musicista em Malibu, Califórnia. Ross e Elliott vivem em um rancho à beira-mar em Malibu, que compraram na década de 1970. Elliott também mantém uma propriedade em Willamette Valley, em Oregon. Após a morte de sua mãe em 2012, aos 96 anos, ele também assumiu a propriedade da casa de sua infância no nordeste de Portland.

## Filmografia
| Ano             | Título                                         | Papel                               | Notas |
| --------------- | ---------------------------------------------- | ----------------------------------- | --- |
| 1969            | Butch Cassidy and the Sundance Kid             | Card Player #2                      | |
| 1970            | The Challenge                                  | Bryant                              | Filme para televisão |
| 1971            | Assault on the Wayne                           | Ensign William 'Bill' Sandover      | Filme para televisão |
| 1972            | Gunsmoke                                       | Corey Soames                        | Série de TV |
| 1972            | Molly and Lawless John                         | Johnny Lawler                       | Filme para televisão |
| 1972            | Frogs                                          | Pickett Smith                       | |
| 1973            | The Blue Knight                                | Detetive Charlie Bronski            | Filme para televisão |
| 1974            | The Two-Faced Corpse                           | Jack Houston                        | Filme para televisão |
| 1974            | Evel Knievel                                   | Evel Knievel                        | Filme para televisão |
| 1975            | I Will Fight No More Forever                   | Capitão Wood                        | Filme para televisão |
| 1976            | Lifeguard                                      | Rick Carlson                        | |
| 1976            | Once an Eagle                                  | Sam Damon                           | Minissérie para TV |
| 1977            | Aspen                                          | Tom Keating                         | Filme para televisão |
| 1978            | The Legacy                                     | Pete Danner                         | |
| 1979            | The Sacketts                                   | Tell Sackett                        | Filme para televisão |
| 1980            | Wild Times                                     | Hugh Cardiff                        | Filme para televisão |
| 1981            | Murder in Texas                                | Dr. John Hill                       | Filme para televisão |
| 1982            | The Shadow Riders                              | Dal Traven                          | Filme para televisão |
| 1983            | The Yellow Rose                                | Chance McKenzie                     | Série de TV |
| 1983            | Travis McGee                                   |                                     | Filme para televisão |
| 1985            | Mask                                           | Gar                                 | |
| 1985            | A Death in California                          | D. Jordan Williams                  | Minissérie para TV |
| 1986            | Gone to Texas                                  | Sam Houston                         | Filme para televisão |
| 1987            | Fatal Beauty                                   | Mike Marshak                        | |
| 1987            | The Quick and the Dead                         | Con Vallian                         | Filme para televisão |
| 1988            | Shakedown                                      | Richie Marks                        | |
| 1988            | Blue Jean Cop                                  | Richie Marks                        | |
| 1989            | Prancer                                        | John Riggs                          | |
| 1989            | Road House                                     | Wade Garrett                        | Filme para cinema |
| 1990            | Sibling Rivalry                                | Charles Turner Jr.                  | |
| 1991            | Rush                                           | Dodd                                | |
| 1991            | Conagher                                       | Conn Conagher                       | Filme para televisão |
| 1993            | Tombstone                                      | Virgil Earp                         | |
| 1993            | Gettysburg                                     | Brigadeiro General John Buford      | |
| 1993            | Fugitive Nights: Danger in the Desert          | Lyn Cutter                          | Filme para televisão |
| 1995            | The Final Cut                                  | John Pierce                         | |
| 1995            | The Desperate Trail                            |                                     | Direto para vídeo |
| 1995            | The Ranger, the Cook and a Hole in the Sky     | Bill Bell                           | Filme para televisão |
| 1995            | Buffalo Girls                                  | Wild Bill Hickock                   | Filme para televisão |
| 1995            | Blue River                                     | Henry Howland                       | Filme para televisão |
| 1996            | Dog Watch                                      | Charlie Falon                       | Direto para vídeo |
| 1996            | Woman Undone                                   | Ross Bishop                         | Filme para televisão |
| 1997            | Rough Riders                                   | Capt. Bucky O'Neil                  | Filme para televisão |
| 1998            | The Big Lebowski                               | Estrangeiro                         | |
| 1998            | The Hi-Lo Country                              | Jim Ed Love                         | |
| 1998            | Texarkana                                      |                                     | Filme para televisão |
| 1999            | You Know My Name                               | Bill Tilghman                       | Filme para televisão |
| 2000            | The Contender                                  | Kermit Newman                       | |
| 2000            | Fail Safe                                      | Congressman Raskob                  | Filme para televisão |
| 2001            | Pretty When You Cry                            | Detetive Lukas Black                | |
| 2002            | We Were Soldiers                               | Sargento Major Basil L. Plumley     | |
| 2003            | Hulk                                           | General Thaddeus "Thunderbolt" Ross | |
| 2003            | Off the Map                                    | Charley                             | |
| 2006            | Barnyard: The Original Party Animals           | Ben                                 | Dublagem |
| 2006            | Thank You for Smoking                          | Lorne Lutch                         | |
| 2006            | The Alibi                                      | Mormon                              | |
| 2006            | Avenger                                        | Calvin Dexter                       | Filme para televisão |
| 2007            | Ghost Rider                                    | Carter Slade / Cavaleiro Fantasma   | |
| 2007            | The Golden Compass                             | Lee Scoresby                        | |
| 2009            | Did You Hear About the Morgans?                | Clay Wheeler                        | |
| 2009            | Up in the Air                                  | Maynard Finch                       | |
| 2010            | Marmaduke                                      | Chupadogra                          | Dublagem |
| 2010            | November Christmas                             | Jess Sanford                        | Filme para televisão |
| 2011            | The Big Bang                                   | Simon Kestral                       | |
| 2015            | Justified                                      | Avery Markham                       | Série |
| 2016            | The Ranch                                      | Beau                                | Serie |
| 2017            | The Hero                                       | Lee Hayden                          | Filme |
| 2018            | A Star is Born                                 | Bobby Maine                         | Prêmios Atlanta Film Critics Circle de Melhor Ator Coadjuvante National Board of Review de Melhor Ator Coadjuvante Indicado Critics' Choice Movie Award de Melhor Ator Coadjuvante Indiana Film Journalist Association de Melhor Ator Coadjuvante Los Angeles Online Film Critics Society Award de Melhor Ator Coadjuvante Detroit Film Critics Society Award de Melhor Ator Coadjuvante Satellite Award de melhor ator coadjuvante no cinema Washington D.C. Area Film Critics Association Award de Melhor Ator Coadjuvante Oscar de melhor ator coadjuvante SAG Award de Melhor Ator Coadjuvante |
| 2018            | The Man Who Killed Hitler and Then the Bigfoot | Calvin Barr                         | |
| 2019            | Lady and the Tramp                             | Trusty (voz)                        | |
| 2021            | MacGruber                                      | Perry                               | |
| 2021-2022       | 1883                                           | Shea Brennan                        | |
| 2023            | 1883: A Yellowstone Origin Story               | Shea Brennan                        | |
| 2013-2015, 2024 | Parks and Recreation                           |                                     | |
| 2019-2024       | Family Guy                                     | Ele mesmo (voz convidada)           | |